# Милорад Бата Нонин
Милорад Бата Нонин (Бечеј, 22. септембар 1952 — Нови Сад, 7. октобар 2021) био је југословенски и српски кантаутор, композитор, аранжер, гитариста и певач. Обележио је југословенску, војвођанску и новосадску музичку сцену 80-их и 90-их година. Бавио се забавном музиком, шансоном, сатиричним сонговима, музиком за децу, музиком за дечија позоришта, мизиком за радио драме, музиком позоришних кабареа, представа, ТВ шпица, серија и филмском музиком.

## Биографија
Рођен је 1952. године у Бечеју, од оца Витомира и мајке Мире, рођене Воргић из Чуруга. Детињство је провео у Новом Саду и код бабе и деде у Чуругу, који је тада и заволео а касније и опевао у песми "Тамо је Чуруг". Основну и средњу школу је завршио у Новом Саду. На првим игранкама почео је да свира у Чуругу шесдесетих година прошлог века. У том периоду је свирао у три групе од којих се посебно истицала ВИС "Фалкони". У групи "Машинци" свирао је десет сезона на Факултету техничких наука у Новом Саду, почев од 1972. године. Након тога осамдесетих година свира у групи Смоквин Лист. Са групом Смоквин Лист и самостално наступа на седам Опатијских фестивала и  на два избора југословенског представника „Евросонга“.  
1992. године оснива групу "Батин Сентиментал Бенд", постају препознатљив трозвук и 1996 године на фестивалу "Златна Тамбурица" са песмом "Срце моје Војводине" освајају награду жирија за текст и награду публике за најлепшу песму. 2002 године оснива бенд "Неопланте 2002" са којим поново организује евергрин игранке. 2005 године именован је за уметничког директора фестивала Златно Звонце. Од 2008 до 2011 године налази се на позицији музичког уредника РТВ "Панонија". Био је у браку 50 година са супругом Вукицом (рођена Агуцић). Има сина Ивана који му је са супругом Јеленом "подарио" унука Виту.

## Музичка каријера
- Члан музичких група „Фалкони“, „Машинци“, „Смоквин Лист“, оснивач и члан група „Батин Сентиментал Бенд“ и „Неопланте 2002“
- Сарадник ’’Малог Студијског Ансамбла’’, ‘’ Плесног Оркестра’’ и музички продуцент-сарадник у Музичкој продукцији Радио Нови Сад.
- Уметнички Директор Фестивала „Златно Звонце“ 2005
- Музички Уредник РТВ Панонија од 2008 - 2011.
- Представник РТВ Нови Сад на избору југословенског представника „Евросонга“ у Љубљани 82 и Новом Саду 83
- Као кантаутор или као члан групе наступао на Фестивалима Дани Југословенске Забавне Музике “ Опатија 79 “, „Опатија 80”, „Опатија 81“, „ Опатија 82“ , „Опатија 83“, „Опатија 84“
- Композитор песме за хумористичко-сатиричну емисију ’’Весела Ветрењача’’ Радио Н.Сада
- Композитор песме за ТВ драму “Момци црвене дуге” ТВ Нови Сад
- Аутор музике у награђеном краткометражном филму ’’Усамљена ружа" З.Маширевића
- Аутор музике у краткометражном филму ‘’Кво Бадис’’ Т.Перића
- Музички сарадник у играном филму ’’Граница’’ З.Маширевића
- Аутор музике за представу ’’Кабаре Ресерве’’ М.Тодорова
- Аутор музике за представу „ Чекајући Кабаре ’’ у извођењу СНП у Новом Саду
- Аутор музике за представу ’’Сан кухињске ноћи’’ у извођењу Дечијег позоришта у Суботици
- Аутор музике за представу ’’Мачак у чизмама’’ у извођењу Дечијег позоришта у Суботици
- Музички сарадник у представи ''Причајмо о љубави'' у извођењу Позоришта Младих
- Музички сарадник у представи ''Мандаринска соба'' у извођењу Позоришта Младих у Новом Саду
- Музички сарадник у представи ''Женски оргестар'' у извођењу СНП као и Ујвидеки Синхаз у Н.Саду
- Аутор музике у ТВ серији ‘’Ајмо сви у ново’’ ТВ Нови Сад
- Аутор музичке спице ТВ емисије ''Боја ноћи'' ТВ Нови Сад
- Аутор музике у ТВ серији за децу ‘’Ходочашће’’ ТВ Нови Сад

## Награде и признања
- Награда публике за композицију "Узалуд те чекам" на фестивалу "Омладина 81 " у Суботици 1981 године.
- Награда жирија за текст и Награда публике за песму "Срце моје Војводине" на фестивалу "Златна Тамбурица 96" У Новом Саду 1996 године.
- Награда стручног жирија 11 Фестивала дјечије пјесме "Наша Радост" у Подгорици 2001 године.
- Награда на 50. сусрету професионалних позоришта Војводине за музику представе "Сан кухињске ноћи"

## Фестивали

#### Фестивал Омладина 81
- Узалуд те чекам (изводи Драгица Станков) 1981, Суботица

#### Опатијски фестивал
- Имам среће (Смоквин Лист) 1979
- Да ми моја мајка зна (Смоквин Лист) 1980
- Витез од њива (Смоквин Лист) 1981
- То мајка више не рађа 1981
- Неодложни повратак 1982
- Златне ципелице 1983
- Остајеш ми ти 1984

#### Избор југословенског представника "Еуросонг"
- Ја те разумем 1982, Љубљана
- Свирај за Марију 1983, Нови Сад

#### Златна тамбурица
- Срце моје Војводине 1996
- Две црвене лале 1997

## Познате песме
- Срце моје Војводине
- Тамо је Чуруг
- Свирај за марију
- То мајка више не рађа
- Нови Сад
- Витез од њива
- Две црвене лале
- Ноћас плаћам све
- Пициген на Штранду
- Неодложни повратак
- Банатска романса